# Ramón Fonst
Ramón Fonst (Havana, 31. srpnja 1883. — Havana, 9. rujna, 1959.), kubanski mačevalac koji je tri puta predstavljao Kubu na Olimpijskim igrama. Zbog svojih uspješnih nastupa imao je nadimak "El nunca Segundo" - nikada nije drugi.

## Karijera
Na Olimpijskim igrama 1900. u Parizu sudjelovao je u dvije discipline mačevanja i osvojio jednu zlatnu i jednu srebrnu medalju. Zlatnu medalju je osvojio u disciplini mač pojedinačno pobijedivši u finalu francuza Louisa Perréea. U drugoj disciplini u natjecanju amateri-profesionalci sudjelovao je u ekipi amatera i osvojio srebrnu medalju.
Njegova pobjeda na Olimpijskim igrama 1900. godine donijela je prvu olimpijsku medalju za zemlje Latinske Amerike. Četiri godine kasnije na Igrama 1904. u St. Louisu Fonst je osvojio 3 zlatne medalje. Natjecao se tri discipline, mač i floret pojedinačno i floret momčadski. Od tri osvojene zlatne medalje samo se dvije pripisuju Kubi. U ekipnom natjecanju u floretu pored dva Kubanca sudjelovao je i jedan natjecatelj iz SAD-a pa je medalja pripisana Mješovitom timu.
Fonst je na svojim prvim igrama 1900. u Parizu imao samo 16 godina i 275 dana, a posljednje Olimpijske igre na kojima je sudjelovao su Olimpijske igre 1924. također u Parizu s punih 40 godina. Sudjelovao je u dvije discipline: mač pojedinačno i momčadski, ali bez većeg uspjeha. Pojedinačno je završio u polufinanoj grupi, a ekipno u prvom krugu natjecanja po grupama. Nakon završetka aktivne karijere Fonst je postao predsjednik nacionalnog olimpijskog odbora Kube.

## Vanjske poveznice
- Profil na stranicama MOO-a  Arhivirana inačica izvorne stranice od 14. siječnja 2018. (Wayback Machine)